# معسكر اعتقال يودوك
معسكر اعتقال يودوك هو معسكر للأشغال العقابية يوجد في كوريا الشمالية. استُخدم المعسكر لفصل أولئك الذين يُنظر إليهم على أنهم أعداء للدولة، ومعاقبتهم على الجنح السياسية وتوجيههم إلى الأشغال الشاقة. أُغلِق المعسكر في عام 2014.

## الموقع
يقع مخيم يودوك على بعد حوالي 110 كم (68 ميل) شمال شرق مدينة بيونغ يانغ، في مقاطعة يودوك في محافظة هامغيونغ الجنوبية، ويمتد في وادي نهر إبسوك. مدخل الوادي هو ممر تشايبونج الذي يبلغ ارتفاعه 1250 مترًا (4,100 قدم) إلى الشرق. تخرج الجداول من أودية هذه الجبال مشكّلةً نهر إبسوك الذي يتدفق في اتجاه التيار إلى مجرى نهر يونغهونغ، وإلى البحر في النهاية بالقرب من مدينة ونسان.

## الوصف
يتألف مخيم يودوك من منطقتين:
- منطقة السيطرة الكاملة مع مستعمرتي بيونغ تشانغ ري ويونغ بيونغ ري للأشغال العقابية،[5] وهي مخصصة للأشخاص الذين تعتقد السلطات أنهم ارتكبوا جرائم ضد النظام، والذين نُدِّد بهم على أنهم سياسيون غير موثوق بهم (مثل العائدين من اليابان أو المسيحيين)، ولم يُطلق سراح هؤلاء السجناء أبدًا. وأنبأت منظمة الأبواب المفتوحة المسيحية عن احتجاز 6000 مسيحي في المعسكر.[6]
- المنطقة الثورية مع معسكرات إعادة التأهيل في إبسوك ري وكواب ري ودايسوك ري، وهي منطقة لمعاقبة الناس على جرائم سياسية أقل خطورة (مثل مغادرة البلاد بشكل غير قانوني والاستماع إلى البث الكوري الجنوبي أو انتقاد سياسة الحكومة). أُطلِق سراح هؤلاء السجناء بعد قضاء مدة عقوبتهم.[7]

احتوت منطقة السيطرة الكاملة في التسعينيات ما يقدر بحوالي 30000 سجين، واحتوت المنطقة الثورية الأصغر حوالي 16500 سجين، وأشارت صور الأقمار الصناعية في وقت لاحق إلى زيادة كبيرة في حجم المخيم. رُحِّل معظم السجناء إلى يودوك دون محاكمة أو بعد محاكمات جائرة على أساس اعترافات حُصِل عليها عن طريق التعذيب. غالبًا ما كان يُسجن الأشخاص مع أفراد من الأسرة والأقارب بما في ذلك الأطفال الصغار والمسنين، وذلك بناءً على الجرم الموجّه لهم.
بلغت مساحة المخيم حوالي 378 كم مربع (146 ميل مربع) في المنطقة، وكان محاطًا بسياج من الأسلاك الشائكة يتراوح طوله بين 3 و 4 أمتار (9.8-13.1 قدمًا)، وجدران بأسلاك كهربائية وأبراج مراقبة. بلغ عدد حراس المخيم 1000 حارس مزودين ببنادق آلية وكلاب حراسة.

## الظروف في المخيم

### الظروف المعيشية
عاش السجناء في أكواخ غير نظيفة بجدران مصنوعة من الطين الجاف، وسقف غير صالح للعيش تحته مصنوع من القش الممدد على ألواح خشبية، وأرضية مغطاة بالحصير والقش الجاف. تبلغ مساحة الغرفة حوالي 50 مترًا مربعًا (540 قدمًا مربعًا)، وينام فيها ما بين 30 و40 سجينًا على سرير مصنوع من لوح خشبي مغطى ببطانية.
لم يوجد تبريد أو تدفأة في معظم الأكواخ حتى في فصل الشتاء حيث تكون درجات الحرارة أقل من -20 درجة مئوية (-4 درجة فهرنهايت)، وأصيب معظم السجناء بقضمة الصقيع وتورم في الأطراف خلال فصل الشتاء. عانى السجناء أيضًا من الالتهاب الرئوي والسل والبلاجرا وأمراض أخرى دون توفّر أي علاج طبي.
استلم السجناء الجدد ملابسًا لُبست من قبل السجناء الموتى، وكانت معظم هذه الملابس قذرة ومهترئة ومليئة بالثقوب. لم يرتدي السجناء الأحذية أو الجوارب أو القفازات المناسبة، وعادةً ما لم يكن لديهم ملابس احتياطية. دُفن السجناء عراة بسبب أخذ السجناء الآخرين لملابسهم. 
عمل السجناء فوق طاقتهم وتعرضوا للأوساخ من دون الاستحمام أو غسل ملابسهم، وكانت أكواخهم ذات رائحة عفنة وكريهة وينتشر فيها القمل والبراغيث والحشرات الأخرى. كان على السجناء الوقوف في طوابير أمام المراحيض المشتركة القذرة (واحد لكل 200 سجين)، واستُخدمت الأوراق الجافة للتنظيف.
جعل حراس المعسكر السجناء يرسلون تقارير عن بعضهم البعض، وتعيين أشخاصًا محددين كرؤساء للعمال للسيطرة عليهم. يؤدي تراجع أداء أحد العمال إلى معاقبة كل المجموعة، وأدى هذا إلى خلق عداء بينهم وتدمير التضامن الموجود بينهم وأجبرهم على إنشاء نظام للمراقبة الذاتية.

### عمالة العبيد
أُجبر الرجال والنساء والأطفال بالأشغال الشاقة سبعة أيام في الأسبوع وعوملوا كعبيد. شملت الأشغال العمل في مقلع الجبس ومنجم الذهب ومصانع النسيج والتقطير والزراعة وقطع الأشجار. وحصل الكثير من حوادث العمل الخطيرة التي أمكنها أن تنهي حياة السجناء.
بدأت نوبات العمل في الصيف في الساعة 4 صباحًا وانتهت في الساعة 8 مساءً، وبدأت نوبات العمل في المواسم الأخرى في الساعة 5:30 صباحًا، ولكنها مُدِدت في كثير من الأحيان إلى بعد الساعة 8 مساءً. طُلب من السجناء حضور جلسات التعليم والتأهيل الفكري بعد العشاء من الساعة 9 إلى الساعة 11 مساءً، وتعرض السجناء الذين لا يحققون الأهداف للانتقادات الشديدة والضرب.
التحق معظم أطفال المدارس الابتدائية بالمدرسة في الصباح، وكان الموضوع الرئيسي هو تاريخ ثورة القائدَين كيم إيل سونغ وكيم جونغ إيل، وعملوا في فترة ما بعد الظهر بالأشغال الشاقة، وكانت حصص عملهم كبيرة ومتعبة. تعرض الأطفال للضرب بالعصا لعدم الالتزام بالحصة اليومية، وكان على أطفال المدارس الابتدائية حمل سجلات ثقيلة 12 مرة في اليوم على مدى 4 كم (2.5 ميل) أو دلاء روث يبلغ وزنها 30 كيلوجرام (66 رطل) 30 مرة في اليوم.
تضمنت أعمال الأطفال الأخرى جمع 20 كيلوجرام (44 رطل) من النباتات في الجبال أو زراعة من 130 إلى 200 متر مربع من الحقول. مات الأطفال في بعض الأحيان في حوادث العمل. أما بالنسبة للأطفال الأكبر سنًا، فتوجّب عليهم العمل طوال اليوم ومن سن 16 عامًا، وخُصِصت لهم نفس حصص العمل الخاصة بالبالغين.

### سوء التغذية
واجه السجناء بشكل مستمر خطر الموت جوعًا، فكانت حصص الإعاشة اليومية للسجناء تتراوح بين 100 و200 غرام من الذرة المغلية في عصيدة قُدِمت ثلاث مرات في اليوم. ويمكن أن تكون حصص الإعاشة أقل إذا كان الاعتماد على المنتجات الزراعية خلال العام. تقل حصص إعاشة السجناء إذا لم يُنهوا حصتهم اليومية من العمل أو انتهكوا القواعد البسيطة، وذلك بغض النظر عما إذا كانوا مرضى أو معاقين.
أكل السجناء كل الحيوانات البرية التي يمكنهم صيدها بما في ذلك الجرذان والثعابين والضفادع والسمندل والديدان والحشرات، وعاقبهم الحراس بشدة كانوا بشدة إذا علموا بأمرهم، وأكلوا هذه اللحوم نيئة (غالبًا دون إزالة الجلد) لتجنب أن يُكشف أمرهم. كانت الحيوانات البرية هي المصدر الوحيد للدهون، لأن الحصص الغذائية تفتقر تمامًا إلى اللحوم والزيت النباتي. تسلل بعض السجناء إلى زرائب الخنازير وسرقوها أو التقطوا حبات الذرة غير المهضومة من براز الحيوانات للنجاة من الجوع.

### التعذيب
وُصفت أساليب التعذيب التالية في شهادات السجناء السابقين في المعتقل:
- أسلوب تعذيب الحَمَام: تُربط يدا السجين وراء ظهره كما تُربط قدماه أيضًا، ويُعلّق من السقف لعدة أيام.
- التعذيب بالإجبار على بلع المياه: يُجبر السجين على شرب كميات كبيرة من المياه، ثم يقفز حراس السحن على معدة السجين لإخراج الماء منها.
- التغطيس بالمياه: يوضع رأس السجين في كيس بلاستيك ثم يُغطّس في المياه لمدة طويلة بشكل متكرر.
- الضرب: ضُرب السجناء بشكل عنيف في حال عدم الانتهاء من حصة العمل المخصصة لهم، وإذا لم يركعوا على الأرض فور مرور الحراس من أمامهم أو بدافع الإذلال فقط. غالبًا ما توفي العديد من السجناء بسبب الضرب سواء كانوا أطفال أم رجال ام نساء.

عاش السجناء تحت رحمة حراس السجن الذين كانوا يستغلونهم ويعاملونهم بطريقة مؤذية متى يحلو لهم. شهد بعض السجناء السابقين ربط أحد السجناء من عنقه في عربة وجرّه لمسافة طويلة، وشهد آخرون ضرب إحدى الأطفال على رأسه كعقاب له. مات العديد من السجناء بعد تعرضهم لهذه الأنواع من التعذيب.